# اسکار لویتسکی
کارل اسکار یوهان لویتسکی (سوئدی: Carl Oscar Johan Lewicki؛ زادهٔ ۱۴ ژوئیهٔ ۱۹۹۲) بازیکن فوتبال اهل سوئد است.

## باشگاهی
از باشگاه‌هایی که در آن بازی کرده‌است می‌توان به مالمو اشاره کرد.

## تیم ملی
وی همچنین در تیم ملی فوتبال سوئد بازی کرده است.